# مایکل سونسون
مایکل سونسون (سوئدی: Michael Svensson؛ زادهٔ ۲۵ نوامبر ۱۹۷۵) یک بازیکن فوتبال اهل سوئد است.

## تیم ملی
وی همچنین در تیم ملی فوتبال سوئد بازی کرده است.